# Casa a la plaça de l'Església, 1 (Garriguella)
La Casa a la plaça de l'Església, 1 és una obra del municipi de Garriguella (Alt Empordà) inclosa en l'Inventari del Patrimoni Arquitectònic de Catalunya. Està situada dins del nucli urbà de la població de Garriguella, davant l'església parroquial de Santa Eulàlia de Noves. L'edifici presenta façana a la plaça i accés directe al pati posterior pel carrer de l'Oli. La finca està delimitada pel carrer Pompeu Fabra vers l'oest. Al balcó central de façana principal, es pot apreciar la data 1871 decorant la barana obrada en forja.

## Descripció
És un edifici entre mitgeres format per diverses crugies, que li confereixen una planta en forma de L. Presenta una gran zona de pati a la part posterior. Està distribuït en planta baixa i dos pisos, amb la coberta a dues vessants de teula. La façana orientada a la plaça només presenta planta baixa i pis, conseqüència del desnivell on està fonamentada la construcció. Hi ha dos grans portals d'arc rebaixat bastits amb maons disposats a sardinell. El central presenta carreus de pedra ben desbastats a la part inferior dels muntants. També hi ha una finestra d'arc rebaixat i maons i dues portes tapiades.
Al pis hi ha tres finestrals d'arc rebaixat, també de maons. Tenen sortida a tres balcons exempts, amb les llosanes motllurades i les baranes decorades amb motius florals, excepte el balcó central que presenta la data de construcció 1871. La façana principal, però, està orientada al pati posterior. Les obertures són d'arc rebaixat i es troben bastides amb maons. Al primer pis hi ha finestres simples i al segon, balconeres. Destaca a la part superior, un rellotge de sol fet amb rajoles vidrades decorades. A l'extrem nord-oest del pati hi ha una construcció aïllada, corresponent a una zona d'emmagatzematge.
L'edifici està bastit amb pedra sense desbastar, de diverses mides, lligada amb morter de calç. La façana de la plaça presenta el parament vist, mentre que la principal està arrebossada i pendent de pintar.